# Queensland State League
La Queensland State League è stata un'associazione calcistica del Queensland (Australia).

## Storia
La lega venne fondata nel 2008 per colmare il divario tra l' A-League e le altre competizioni di stato.
Nel 2012 la competizione viene soppressa per lasciare spazio alla nuova NPL Queensland.

## Squadre partecipanti
Partecipanti all'ultima stagione (2012).
- Brisbane Strikers
- Bundaberg Spirit
- Capricorn Cougars
- FNQ Bulls
- Gold Coast Stars
- North Queensland Razorbacks
- QAS
- Sunshine Coast
- Whitsunday Miners

## Albo d'oro
- 2008 -  Sunshine Coast
- 2009 -  Brisbane Strikers
- 2010 -  Sunshine Coast
- 2011 -  Sunshine Coast
- 2012 -  Brisbane Strikers